# Guarany Futebol Clube (Belém)
O Guarany Futebol Clube foi um clube de futebol brasileiro, da cidade de Belém, capital do estado do Pará.
Foi fundado em 15 de agosto de 1907 suas cores eram o vermelho e o azul. Disputou o Campeonato Paraense de Futebol entre os anos de 1910 e 1932 foi vice-campeão em ambos os campeonatos.

## Campanhas de destaque
- Vice-campeão do Campeonato Paraense: 1910 e 1932